# Led Zeppelin United Kingdom Tour 1968
Led Zeppelin United Kingdom Tour 1968 – druga trasa koncertowa grupy muzycznej Led Zeppelin z 1968 r.; pierwsza trasa w karierze zespołu obejmująca Anglię. Przed jej rozpoczęciem grupa nagrała debiutancki album Led Zeppelin I. Podczas tej trasy, 9 listopada 1968, Robert Plant się ożenił

## Program koncertów
W programie koncertów znalazły się utwory z albumu oraz covery innych wykonawców.
1. "Train' Kept A Rollin" (Tiny Bradshaw)
2. "For Your Love" (Graham Gouldman)
3. "I Can't Quit You Baby" (Willie Dixon)
4. "As Long As I Have You" (Garnet Mimms)
5. "Dazed and Confused" (Page)
6. "Communication Breakdown" (Bonham, John Paul Jones, Page)
7. "You Shook Me" (Dixon, Lenoir)
8. "White Summer"/"Black Mountain Side" (Page)
9. "Pat's Delight" (Bonham)
10. "Babe I'm Gonna Leave You" (Bredon, Page, Plant)
11. "How Many More Times" (Bonham, Jones, Page)

## Lista koncertów
1. 4 października 1968 - Newcastle upon Tyne, Mayfair Ballroom
2. 18 października 1968 - Londyn, Marquee Club
3. 19 października 1968 - Liverpool, Liverpool University
4. 25 października 1968 - Guildford, University of Surrey
5. 9 listopada 1968 - Londyn, Roundhouse
6. 16 listopada 1968 - Manchester, College of Technology (wcześniej, w dniu koncertu, Robert Plant się ożenił)
7. 23 listopada 1968 - Sheffield, Sheffield of University
8. 29 listopada 1968 - Richmond, Crawdaddy Club
9. 10 grudnia 1968 - Londyn, Marquee Club
10. 13 grudnia 1968 - Canterbury, Bridge Place Country Club
11. 16 grudnia 1968 - Bath, Bath Pavillion
12. 19 grudnia 1968 - Exeter, Civic Hall
13. 20 grudnia 1968 - Londyn, Wood Green Fishmongers Hall